# セチュラギツネ
セチュラギツネ（学名：Lycalopex sechurae）とは、イヌ科スジオイヌ属の一種である。

## 分布
エクアドル南西部、ペルー北西部の標高1000m以上の乾燥地

## 体格
体長約50 - 78cm、尻尾の長さ約27 - 34cm、重さは約2.6 - 4.2kg。
毛皮のほとんどが野鼠色をした灰色で下腹部は薄い白色かクリーム色をしている。目の周りと足の耳の裏は赤茶色をしている。
口の周りは濃い灰色をし、胸に灰色を帯びていて尻尾は黒っぽい。

## 生態
セチュラギツネは夜行性で単独で行動をするが、時折ペアで行動することもある。
日和見的な捕食者で季節や生息地によって異なる。昆虫、齧歯類、鳥の卵や腐った肉を食べる。

## 繁殖
子ギツネは10月から11月に生まれる。